# Podgora (Žabljak)
Pour les articles homonymes, voir Podgora.
Podgora (en serbe cyrillique : Подгора) est un village du nord-ouest du Monténégro, dans la municipalité de Žabljak.

## Démographie

### Évolution historique de la population
| 1948 | 1953 | 1961 | 1971 | 1981 | 1991 | 2003 |
| ---- | ---- | ---- | ---- | ---- | ---- | ---- |
| 480  | 400  | 306  | 281  | 229  | 135  | 115  |